# Artelida aurosericea
Artelida aurosericea is een keversoort uit de familie van de boktorren (Cerambycidae). De wetenschappelijke naam van de soort werd in 1882 gepubliceerd door Charles Owen Waterhouse.